# Guardianes de la Galaxia Vol. 2 (banda sonora)
Guardians of the Galaxy Vol. 2: Awesome Mix Vol. 2 (Original Motion Picture Soundtrack) es el álbum de banda sonora de la película de Marvel Studios Guardianes de la Galaxia vol. 2. Con canciones presentes en la cinta de Peter Quill en la película, el álbum fue lanzado por Hollywood Records el 21 de abril de 2017. Un álbum separado de música, Guardians of the Galaxy Vol. 2 (Original Score), compuesta por Tyler Bates, también fue lanzado por Hollywood Records en la misma fecha. Awesome Mix Vol. 2 fue el octavo álbum más vendido de 2017 en Estados Unidos, con 600 000 copias.

## Guardians of the Galaxy Vol. 2: Awesome Mix Vol. 2 (Original Motion Picture Soundtrack)

### Antecedentes
Para agosto de 2014, el guionista y director de Guardianes de la Galaxia vol. 2 James Gunn tenía "algunas ideas listadas, pero nada seguro" en cuanto a canciones para incluir en la cinta de Quill Awesome Mix Vol. 2. En abril de 2015, Gunn dijo que sentía "algo de presión por la banda sonora porque tanta gente amó [la banda sonora de la primera película] y obtuvimos el platino y todo lo otro. Pero siento que la banda sonora de la segunda es mejor." En junio de 2015, Gunn afirmó que todas las canciones de Awesome Mix Vol. 2 ya se habían elegido e incorporado al guion. Para él, una de las cosas más emocionantes de elegir las canciones para el álbum "fue saber que haría que bandas que pueden haber sido olvidadas de repente sean un tema de conversación." Gunn esperaba incluir "She's Gone" de Hall & Oates en la película, llamándola "una de las mejores canciones de pop jamás escritas", pero no pudo encontrarle un lugar, como con "Teenage Lament '74" de Alice Cooper. En enero de 2016, Gunn contó que había elegido que otra canción de Bowie apareciera en la película (luego de "Moonage Daydream" apareció en la primera película) pero había eliminado la escena original en la que aparecía. La inclusión habría hecho a Bowie el único artista en aparecer en ambas cintas. Sin embargo, con la muerte de Bowie, Gunn esperaba encontrar un modo de incluir la canción elegida en algún otro lugar de la película como una forma "justa y apropiada" de honrarlo, ya que Bowie era uno de los ídolos de Gunn. El director describió a Awesome Mix Vol. 2 como "más diverso" que el primero, con "algunas canciones increíblemente famosas y algunas que la gente nunca ha oído."
Los avances de la película contaron con "Fox on the Run" de Sweet, "My Sweet Lord" de George Harrison, "The Chain" de Fleetwood Mac, "Come a Little Bit Closer" de Jay and the Americans, "Suffragette City" de Bowie, y "Flash Light" de Parliament, señalando Gunn que todas estaban siendo consideradas para su inclusión en el Awesome Mix Vol. 2. "Fox on the Run" y "Surrender" de Cheap Trick habían sido consideradas para su inclusión en la primera película, en Awesome Mix Vol. 1.
"Mr. Blue Sky" de Electric Light Orchestra (ELO) está incluida en el comienzo de la película, ya que a Gunn le pareció "la canción perfecta para empezar la película porque es muy alegre, pero tiene una base muy oscura," y sintió que quedaría bien con "la toma más inmensamente loca que he hecho". La secuencia originalmente incluiría la canción de ELO "Livin' Thing". Adquirir los derechos de "Mr. Blue Sky" fue difícil para Gunn, notando que Marvel "tuvo que luchar de verdad para obtener la canción, y personalmente apelé a Jeff Lynne," que se dificultó más debido a que Lynne previamente aprobó una canción para la primera película que terminó siendo eliminada. Gunn añadió que "The Chain" y "Brandy (You're a Fine Girl)" fueron dos canciones que estaban "más profundamente incrustadas en las fibras de la película." Elliot Lurie, guitarrista principal y vocalista de Looking Glass, sintió que la inclusión de "Brandy (You're a Fine Girl)" en la película permitía explorar un significado más profundo de la canción, notando que "quizás, en retrospectiva, inconscientemente [la canción] era una metáfora. [La película] es sin dudas el uso que más ha hecho brillar a la canción desde que fue un éxito en sus orígenes."
Skip Haynes, el único miembro viviente de Aliotta Haynes Jeremiah, "estaba tan entusiasmado" de que "Lake Shore Drive", un éxito regional en el Medio Oeste donde Gunn se crio, fuera incluida y "rescatada del olvido histórico", que "grabó una nueva versión incorporando el nombre del director al estribillo." "Guardians Inferno" es una canción original para la película, coescrita por Gunn y el compositor Tyler Bates, "entendida como una especia de versión de Guardianes del tema disco de Meco en Star Wars ["Star Wars Theme/Cantina Band"]." David Hasselhoff fue elegido como el vocalista porque es uno de los héroes de la infancia de Peter Quill, y Gunn era un fan de Hasselhoff cuando protagonizó Knight Rider. Edgar Wright, director de Baby Driver, consultó con Gunn antes del lanzamiento de Vol. 2, para asegurarse de que ambas películas no tuvieran las mismas canciones en sus bandas sonoras.
Guardians of the Galaxy Vol.2: Awesome Mix Volume 2 (Original Motion Picture Soundtrack) fue lanzada por Hollywood Records el 21 de abril de 2017. Se lanzó en casete el 23 de junio de 2017 y en LP de vinilo el 11 de agosto de 2017. La versión de vinilo es una edición deluxe con la banda sonora original de Bates de la película. Marvel y Doritos se asociaron en su campaña Rock Out Loud para crear "una serie personalizada y de edición limitada de bolsas de Doritos con un reproductor incorporado de cintas de casete inspirado en una casetera que pase" Awesome Mix Vol. 2 y pueda recargarse. Las bolsas personalizadas estuvieron disponibles para compra el 28 de abril de 2017 en Amazon. Además, el 5 de mayo de 2017, Doritos organizó cabinas de grabación de Rock Out Loud en Nueva York y Los Ángeles, donde los fanes pudieron cantar una de las canciones de Awesome Mix Vol. 2 y tuvieron "la oportunidad de ganar varios premios, incluyendo las bolsas de Doritos con réplicas de reproductor de casetes personalizado, entradas a conciertos y otros eventos, y bolsas gratis de Doritos."
El 6 de agosto de 2017, Marvel publicó el video musical de "Guardians Inferno" para promocionar el estreno en formato casero de la película. El video con estilo de los años 1970 fue dirigido por David Yarovesky, y cuenta con Hasselhoff junto a James Gunn, Chris Pratt, Zoe Saldaña, Dave Bautista, Pom Klementieff, Karen Gillan, Michael Rooker y Sean Gunn. Stan Lee y Guillermo Rodríguez también tienen cameos en el video.

### Lista de canciones
Todas las canciones —excepto por "Fox on the Run", que suena en el tráiler— aparecen en la película. También en la película aparece la canción "Un Deye Gon Hayd (The Unloved Song)" de Jimmy Urine. Fue escrita para la película y aparece durante la escena en Contraxia.
| N.º   | Título                                     | Escritor(es)             | Duración |  |
| 1.    | «Mr. Blue Sky»                             | Electric Light Orchestra | 5:03     |  |
| 2.    | «Fox on the Run»                           | Sweet                    | 3:25     |  |
| 3.    | «Lake Shore Drive»                         | Aliotta Haynes Jeremiah  | 3:49     |  |
| 4.    | «The Chain»                                | Fleetwood Mac            | 4:27     |  |
| 5.    | «Bring It on Home to Me»                   | Sam Cooke                | 2:43     |  |
| 6.    | «Southern Nights»                          | Glen Campbell            | 2:57     |  |
| 7.    | «My Sweet Lord»                            | George Harrison          | 4:37     |  |
| 8.    | «Brandy (You're a Fine Girl)»              | Looking Glass            | 3:03     |  |
| 9.    | «Come a Little Bit Closer»                 | Jay and the Americans    | 2:46     |  |
| 10.   | «Wham Bam Shang-A-Lang»                    | Silver                   | 3:32     |  |
| 11.   | «Surrender»                                | Cheap Trick              | 4:14     |  |
| 12.   | «Father and Son»                           | Cat Stevens              | 3:39     |  |
| 13.   | «Flash Light»                              | Parliament               | 4:28     |  |
| 14.   | «Guardians Inferno» (con David Hasselhoff) | The Sneepers             | 3:16     |  |
| 51:59 |                                            |                          |          |  |

### Desempeño comercial
El álbum debutó en el octavo puesto en el Billboard 200 con 34 000 unidades en su primera semana, casi todo proveniente de ventas de álbumes tradicionales. Más adelante llegó a su punto más alto en el cuarto puesto, alcanzando las 87 000 unidades, nuevamente casi todas ventas de álbumes tradicionales. Guardians of the Galaxy Vol. 2: Awesome Mix Vol. 2 terminó 2017 como el octavo álbum más vendido del país con 600 00 copias, y recibió un certificado de oro de la Recording Industry Association of America (RIAA). También fue el álbum más vendido en casete en los Estados Unidos en 2017, vendiendo 19 000 copias.

### Posición en listas
| Lista (2017)                       | Máxima posición |
| ---------------------------------- | --------------- |
| Australia (ARIA)                   | 2               |
| Austria (Ö3 Austria)               | 3               |
| Bélgica (Ultratop flamenca)        | 13              |
| Bélgica (Ultratop valona)          | 20              |
| Canadá (Billboard Canadian Albums) | 6               |
| Países Bajos (Album Top 100)       | 44              |
| Francia (SNEP)                     | 24              |
| Alemania (Media Control Charts)    | 6               |
| Hungría (MAHASZ)                   | 32              |
| Italia (FIMI)                      | 3               |
| México (Top 100)                   | 8               |
| Nueva Zelanda (Recorded Music NZ)  | 4               |
| Polonia (ZPAV)                     | 17              |
| España (PROMUSICAE)                | 7               |
| Suiza (Schweizer Hitparade)        | 9               |
| Estados Unidos (Billboard 200)     | 4               |

| Lista (2017)                      | Posición |
| --------------------------------- | -------- |
| Australia (ARIA)                  | 9        |
| Austria (Ö3 Austria Top 40)       | 34       |
| Alemania (Media Control Charts)   | 62       |
| México (Top 100)                  | 64       |
| Nueva Zelanda (Recorded Music NZ) | 42       |
| Estados Unidos (Billboard 200)    | 43       |
| Lista (2018)                      | Posición |
| Australia (ARIA)                  | 43       |
| Austria (Ö3 Austria Top 40)       | 72       |

### Premios y nominaciones
| Año  | Premio                          | Categoría                                                      | Receptor(es)                                            | Resultado | Ref(s) |
| ---- | ------------------------------- | -------------------------------------------------------------- | ------------------------------------------------------- | --------- | ------ |
| 2017 | Hollywood Music in Media Awards | Álbum de banda sonora                                          | Guardianes de la Galaxia Vol. 2                         | Nominada  | [ 53 ] |
| 2017 | Hollywood Music in Media Awards | Canción original – Película de ciencia ficción/fantasía/terror | "Guardian's Inferno" de The Sneepers y David Hasselhoff | Ganadora  | [ 53 ] |
| 2017 | Hollywood Music in Media Awards | Mejor supervisión musical – Cine                               | Dave Jordan                                             | Nominado  | [ 53 ] |
| 2018 | Billboard Music Awards          | Mejor banda sonora                                             | Guardianes de la Galaxia Vol. 2                         | Nominada  | [ 54 ] |

## Guardians of the Galaxy Vol. 2 (Original Score)

### Antecedentes
Para agosto de 2015, Tyler Bates había regresado para musicalizar la película. Como con Guardianes de la Galaxia, Bates escribió parte de la música antes para que Gunn pudiese filmar al compás, en lugar de en el sentido inverso. La grabación de la banda sonora comenzó en enero de 2017 en los Abbey Road Studios. Guardians of the Galaxy Vol. 2 (Original Score) fue lanzado por Hollywood Records el 21 de abril de 2017, y en LP de vinilo el 11 de agosto de 2017, como parte de una edición deluxe que también incluye Awesome Mix Vol. 2.

### Lista de canciones
Toda la música compuesta por Tyler Bates:

| N.º   | Título                            | Duración |  |
| 1.    | «Showtime a-Holes»                | 1:27     |  |
| 2.    | «vs the Abilisk»                  | 2:35     |  |
| 3.    | «The Mantis Touch»                | 1:53     |  |
| 4.    | «Space Chase»                     | 3:20     |  |
| 5.    | «Family History»                  | 3:48     |  |
| 6.    | «Groot Expectations»              | 1:57     |  |
| 7.    | «Mammalian Bodies»                | 1:50     |  |
| 8.    | «Starhawk»                        | 1:49     |  |
| 9.    | «Two-Time-Galaxy Savers»          | 3:01     |  |
| 10.   | «I Know Who You Are»              | 4:20     |  |
| 11.   | «Ego»                             | 2:47     |  |
| 12.   | «Kraglin and Drax»                | 1:34     |  |
| 13.   | «The Expansion»                   | 1:05     |  |
| 14.   | «Mary Poppins and the Rat»        | 3:07     |  |
| 15.   | «Gods»                            | 1:28     |  |
| 16.   | «Dad»                             | 2:28     |  |
| 17.   | «A Total Hasselhoff»              | 2:01     |  |
| 18.   | «Sisters»                         | 2:05     |  |
| 19.   | «Guardians of the Frickin Galaxy» | 0:59     |  |
| 43:34 |                                   |          |  |